# 犬塚勉
犬塚 勉（いぬづか つとむ、1949年10月15日 - 1988年）は、日本の画家。川崎市中原区生まれ。1976年、東京学芸大学大学院修了。豊かな自然を愛し、自然を題材とした作品を中心に手がけている。

## 展覧会
- 2011年「犬塚勉展－純粋なる静寂－」（東京展）日本橋高島屋8階ホール
- 2012年「犬塚勉展－純粋なる静寂－」（京都展）京都高島屋7階グランドホール
- 2012年「犬塚勉展－純粋なる静寂－」（長野展）東御市梅野記念絵画館
- 2012年「犬塚勉展－純粋なる静寂－」（広島展）京奥田元宋・小由女美術館[4]
- 2015年「犬塚勉展 永遠の光、一瞬の風。」高崎市美術館。[5]
- 2019年「犬塚 勉　風景が芸術になる」川崎市市民ミュージアム。台風による水災のため初日より開催中止となる。[6]
- 2022年「犬塚勉絵画展 自然とともに生きる」信州高遠美術館[7]